# Katastrofa lotu Caspian Airlines 7908
Katastrofa lotu Caspian Airlines 7908 – katastrofa, do której doszło 15 lipca 2009 roku z udziałem pasażerskiego samolotu Tupolew Tu154M. Na pokładzie maszyny było 156 pasażerów i 12-osobowa załoga – wszystkie osoby zginęły na miejscu.
Samolot należący do irańskich linii lotniczych Caspian Airlines lecący z Teheranu do armeńskiego Erywania rozbił się o ziemię podczas awaryjnego lądowania 16 minut po starcie.

## Pasażerowie i załoga
Feralnego dnia kapitanem samolotu był Ali Aszgar Szir Akbari, a drugim pilotem był Dżawad Masumi Hesari. 
| Narodowość        | Pasażerowie | Załoga | Razem |
| ----------------- | ----------- | ------ | ----- |
| Iran              | 107         | 12     | 119   |
| Armenia           | 40          | -      | 40    |
| Australia         | 2           |        | 2     |
| Gruzja            | 2           |        | 2     |
| Kanada            | 2           |        | 2     |
| Stany Zjednoczone | 2           |        | 2     |
| Japonia           | 1           |        | 1     |
| Razem             | 156         | 12     | 168   |

- Źródło:[2][3]